# Инвуд (Флорида)
Инвуд (англ. Inwood) — статистически обособленная местность, расположенная в округе Полк (штат Флорида, США) с населением в 6925 человек по статистическим данным переписи 2000 года.

## География
По данным Бюро переписи населения США статистически обособленная местность Инвуд имеет общую площадь в 5,18 квадратных километров, из которых 4,92 кв. километров занимает земля и 0,26 кв. километров — вода. Площадь водных ресурсов округа составляет 5,02 % от всей его площади.
Статистически обособленная местность Инвуд расположена на высоте 44 м над уровнем моря.

## Демография
| Год переписи        | Нас. |  | %±     |
| ------------------- | ---- |  | ------ |
| 1950                | 2326 |  | —      |
| 1960                | 5050 |  | 117,1% |
| 1970                | 7716 |  | 52,8%  |
| 1980                | 6668 |  | −13,6% |
| 1990                | 6824 |  | 2,3%   |
| 2000                | 6925 |  | 1,5%   |
| 1950–2000 Источник: |      |  |        |

По данным переписи населения 2000 года в Инвудe проживало 6925 человек, 1774 семьи, насчитывалось 2835 домашних хозяйств и 3249 жилых домов. Средняя плотность населения составляла около 1336,87 человек на один квадратный километр. Расовый состав населённого пункта распределился следующим образом: 68,29 % белых, 23,51 % — чёрных или афроамериканцев, 0,38 % — коренных американцев, 1,01 % — азиатов, 3,31 % — представителей смешанных рас, 3,51 % — других народностей. Испаноговорящие составили 7,86 % от всех жителей статистически обособленной местности.
Из 2835 домашних хозяйств в 28,8 % воспитывали детей в возрасте до 18 лет, 40,4 % представляли собой совместно проживающие супружеские пары, в 15,6 % семей женщины проживали без мужей, 37,4 % не имели семей. 30,5 % от общего числа семей на момент переписи жили самостоятельно, при этом 10,8 % составили одинокие пожилые люди в возрасте 65 лет и старше. Средний размер домашнего хозяйства составил 2,44 человек, а средний размер семьи — 3,05 человек.
Население статистически обособленной местности по возрастному диапазону по данным переписи 2000 года распределилось следующим образом: 26,6 % — жители младше 18 лет, 10,0 % — между 18 и 24 годами, 29,0 % — от 25 до 44 лет, 20,8 % — от 45 до 64 лет и 13,6 % — в возрасте 65 лет и старе. Средний возраст жителей составил 35 лет. На каждые 100 женщин в Инвудe приходилось 97,2 мужчин, при этом на каждые сто женщин 18 лет и старше приходилось 92,7 мужчин также старше 18 лет.
Средний доход на одно домашнее хозяйство статистически обособленной местности составил 25 973 доллара США, а средний доход на одну семью — 29 472 доллара. При этом мужчины имели средний доход в 22 957 долларов США в год против 20 024 доллара среднегодового дохода у женщин. Доход на душу населения статистически обособленной местности составил 25 973 доллара в год. 14,8 % от всего числа семей в населённом пункте и 19,1 % от всей численности населения находилось на момент переписи населения за чертой бедности, при этом 24,8 % из них были моложе 18 лет и 16,4 % — в возрасте 65 лет и старше.